# Eusideroxylon zwageri
Eusideroxylon zwageri är en lagerväxtart som beskrevs av Teijsm. & Binn.. Eusideroxylon zwageri ingår i släktet Eusideroxylon och familjen lagerväxter. Inga underarter finns listade i Catalogue of Life.